# Pentias thompsoni
Pentias thompsoni är en kräftdjursart som beskrevs av Walter E. Collinge 1916. Pentias thompsoni ingår i släktet Pentias och familjen tånglöss. Inga underarter finns listade i Catalogue of Life.